# Raymond Benson
Raymond Benson, född 6 september 1955 i Midland, Texas, är en amerikansk författare, och den fjärde officielle James Bond-boksförfattaren efter Ian Fleming, Kingsley Amis, och John Gardner.
Raymond Benson föddes i västra Texas, och tog en BFA (Bachelor of Fine Arts) vid universitetet i Austin. Han arbetade bl.a. som teaterregissör och kompositör, innan han började skriva interaktiva datorspel.
Benson började sin bana inom James Bond-världen som flitig skribent för den amerikanska Bond-klubben (som publicerade tidskriften Bondage), och sammanställde så småningom det klassiska verket "The James Bond Bedside Companion" (1984, reviderad upplaga 1988).

## James Bond-böcker
När John Gardner pensionerat sig som Bond-författare 1996, sökte förlaget Glidrose Publications en ny författare. För första gången blev en amerikan aktuell, när de hittade Bond-specialisten Benson. Han skrev både romaner och noveller (vilket inte skett sedan Ian Flemings dagar), ända till 2002 då han också lade ifrån sig pennan.
- Blast from the Past (novell, 1997)
- Zero Minus Ten (1997)
- The Facts of Death (1998)
- Midsummer Night's Doom (novell, 1999)
- High Time to Kill (1999)
- Live at Five (novell, 1999)
- Doubleshot (2000)
- Never Dream of Dying (2001)
- The Man with the Red Tattoo (2002)

Benson skrev dessutom tre romanversioner baserade på filmmanusen till filmerna:
- Tomorrow Never Dies (1997)
- The World Is Not Enough (1999)
- Die Another Day (2002)

Ingen av Bensons böcker har översatts till svenska och enligt kontraktet kommer ingen av dem att filmas.

## Övriga verk
Raymond Benson har också skrivit spänningsböckerna "Face Blind" (2003) och "Evil Hours" (2004), samt en bok om bandet Jethro Tull.
2004 släpptes en roman baserad på Tom Clancys videospel Splinter Cell, som Benson skrivit under pseudonymen David Michaels. Sent 2005 släpptes bok nummer två i serien, Operation Barracuda.